# Beovizija
Beovizija je natjecateljski festival zabavne glazbe, koji je od 2007. nacionalni izbor za predstavnika Srbije na Pjesmi Eurovizije. Beoviziju organizira i izravno prenosi Radio-televizija Srbije. Održava se u veljači ili ožujku svake godine u Beogradu u Sava centru, a prva Beovizija održana je 2003. godine.
Beovizija je svake godine jedan od najgledanijih zabavnih televizijskih programa u Srbiji.

## Povijest
Ideja o pokretanju Beovizije 2003. godine, prije povratka Srbije i Crne Gore na Eurosong nakon 12 godina izbivanja, pripada umjetničkoj voditeljici Marini Tucaković. Izvorno, Beovizija je bila zamišljena kao festival na kojem se počevši od 2004. birao predstavnik za Eurosong, ali je u kasnijim razgovorima s Radio-televizijom Crne Gore taj prijedlog zamijenjen zajedničkim festivalom Evropesma-Europjesma, nacionalnim izborom za predstavnika državne zajednice Srbije i Crna Gora, na kojem je tada, kao i u polufinalu iz Srbije, nastupio i određeni broj najbolje plasiranih skladbi s Beovizije, ali prema pravilima koja su se mijenjala svake godine.
Broj pjesama koje su sudjelovale na Beoviziji varirao je od 28 (2003. i 2004.) preko 24 (2005. i 2006) do trenutnog broja od 16 pjesama. Pjesme ocjenjuje stručni žiri, kao i publika putem televotinga. Od 2004. do 2006. godine, žiri se sastojao od osam članova, kojima su u ulozi devetog člana dodani rezultati televotinga. Počevši od 2007., Beovizija ima tročlani žiri (posebno za polufinalnu i finalnu večer), a glasovi žirija i gledatelja zbrajaju se u omjeru 50% prema 50%.
Vremenom se mijenjalo i trajanje festivala. Prva Beovizija trajala je tri dana, od čega su prve dvije večeri bile natjecateljske i birale su se pobjedničke skladbe, a treća je bila "Revija pobjednika", gdje su ponovo izvedene najbolje pjesme i dodijeljene nagrade Festivala za prethodnu godinu. 2004. i 2005. Festival se sastojao od dvije večeri, natjecateljske i revijalne, dok je izdanje 2006., kada su obje manifestacije bile dio iste večeri, trajalo preko četiri sata. Od 2007. Beovizija je prešla na format polufinalne i finalne večeri.
Od 2007. godine, Srbija samostalno sudjeluje na Pjesmi Eurovizije, i Beovizija je nacionalni izbor za srpskog predstavnika. 